# Belarmino Chipongue
Belarmino Chipongue, né le 22 septembre 1974 à Lubango, en Angola, est un ancien joueur angolais de basket-ball, évoluant au poste d'ailier.